# Wasserwerfer 6000
Der Wasserwerfer 6000 basierte auf einem Mercedes 1719 mit Frontlenkerkabine. Er wurde als Nachfolgemodell für den Wasserwerfer 4000 Mitte der 1970er Jahre entwickelt.

## Technik
Das Frontlenker-Fahrerhaus wurde aus der damaligen NG-Reihe weiterentwickelt und zeichnete sich durch eine feuerwehr-typische Doppelkabine aus, die im hinteren Teil mit einem Glasaufbau erhöht wurde. Das Fahrzeug war zweiachsig und mit Allradantrieb ausgestattet. Der Tank fasste 6000 Liter Wasser (daher auch die Namensgebung).

## Geschichte
Der Wasserwerfer 6000 war bis mindestens Ende der 1990er Jahre im Einsatz. Sein Nachfolger wurde der Wasserwerfer 9000, der 9000 l Wasser fasst.
Ende der 1990er Jahre wurde der Wasserwerfer 6000 von der Berliner Polizei im Sommer zum Bäumegießen eingesetzt.